# 도미오카촌 (고치현)
도미오카촌(일본어: 富岡村)은 일본 고치현 아가와군에 설치되었던 촌이다. 현재의 니요도가와정 북동부에 해당한다.

## 참고 문헌
- 角川日本地名大辞典編纂委員会,『角川日本地名大辞典 39 高知県』1983, 角川書店